# Cyborg (DC Comics)
Cyborg (Victor Stone) is een superheld uit de strips van DC Comics. Hij is vooral bekend als lid van de Teen Titans. Hij werd bedacht door Marv Wolfman en George Pérez, en maakte zijn debuut in DC Comics Presents #26 (oktober 1980).

## Biografie
Vic Stone was de zoon van twee wetenschappers, die hem gebruikten als proefkonijn voor verschillende experimenten die iemands intelligentie zouden vergroten. Victor had derhalve een lastige jeugd. Victor begon zich in zijn tienertijd te verzetten tegen de experimenten om een eigen leven te gaan leiden. Hij ging echter met de verkeerde vrienden om, en belandde zo tijdelijk bij een straatbende.
Victors leven nam een drastische wending toen hij zijn ouders bezocht bij hun werkplaats in S.T.A.R. Labs. Bij een experiment met interdimensionaal reizen kwam een monster door een poort het lab binnen. Het monster doodde Victors moeder en viel vervolgens Victor aan. Victors vader kon het monster uiteindelijk terugdrijven door de poort, maar toen was Victor al te zwaargewond om nog in leven te blijven. Om zijn zoon toch te redden, repareerde Victors vader Victors lichaam met robotonderdelen.
Toen Victor bijkwam was hij eerst geschokt van wat hij was geworden. Pas na een therapie herwon hij zijn zelfvertrouwen.
Victor kwam uiteindelijk bij de Teen Titans, en verliet dit team nooit meer. Bij de Titans herwon hij een deel van zijn verloren menselijkheid, en het team diende als een soort nieuwe familie voor hem. Cyborg ontwikkelde een relatie met Sarah Simms, die het team vaak hielp.
Na een vliegtuigongeluk liep Cyborg een zware hersenbeschadiging op. Zijn hersens werden uiteindelijk hersteld door een buitenaards ras genaamd de Technis. In ruil daarvoor moest hij hen alles leren over de mensheid. Hij nam de naam Cyberion aan, en werd naarmate hij langer bij de Technis bleef steeds minder menselijk.
Toen Cyberion terugkeerde naar de aarde was zijn oude persoonlijkheid vrijwel verdwenen, maar zijn verlangen naar gezelschap niet. Hij ving enkele Titans en plaatste hen in een virtuele wereld die volgens hem hun idee van de perfecte wereld weergaf. De titans werden later gered door de Justice League. Na veel inspanningen van Changeling, Omen en Raven slaagde het team erin Victors bewustzijn te herstellen.
Cyborg is momenteel de mentor van een nieuw team van Teen Titans.

## Krachten en vaardigheden
Dankzij zijn robotlichaam beschikt Cyborg over bovenmenselijke kracht. Tevens beschermt het lichaam hem tegen verwondingen, en kan makkelijk worden gerepareerd.
Cyborg heeft verschillende wapens tot zijn beschikking. Zo heeft hij kleine raketlanceerders en een energiekanon aan zijn rechterhand. Verder beschikt hij over geavanceerde sensoren en communicatiemiddelen. Wat voor wapens Cyborg precies heeft verschilt per strip.
Er bestaat enige onenigheid over welke delen van cyborgs lichaam nog menselijk zijn. In elk geval lijken de helft van zijn gezicht en bovenkant van zijn torso nog onaangetast.

## In andere media
- Cyborg maakte zijn debuut buiten de strips in The Super Powers Team: Galactic Guardians, de laatste incarnatie van de Super Friends series

- Cyborg stond gepland voor de serie Justice League als lid van een back-up team van jongere helden. Dit plan werd uiteindelijk verworpen.

- Cyborg was een vast personage in de serie Teen Titans. Zijn animatieversie in deze serie is vrijwel identiek aan zijn stripversie. Zijn ware naam wordt in de serie niet genoemd. In de serie moest hij tot cyborg worden omgebouwd naar aanleiding van een ernstig auto-ongeluk. Zijn stem werd gedaan door Khary Payton.

- Victor Stone werd gespeeld door Lee Thompson Young in het vijfde en zesde seizoen van de serie Smallville. In deze serie zaten zijn robotonderdelen van binnen. Derhalve zag hij er van buiten nog gewoon uit als een mens. Cyborg was gemaakt door Cyntechnics, een bedrijf dat proeven deed op overleden mensen.

- Cyborg is kort te zien in Batman v Superman: Dawn of Justice en vervolgens in Justice League en Zack Snyder's Justice League. Hier wordt hij geportretteerd door Ray Fisher.
- Cyborg speelt mee in de animatiefilm DC League of Super-Pets. Zijn originele stem wordt gedaan door Daveed Diggs, zijn Nederlandse door Juneoer Mers.